# José Faustino dos Santos e Silva
José Faustino dos Santos e Silva (?-?) Foi governador do Estado do Pará entre 09 de dezembro de 1946 e 11 de março de 1947.